# Kirim sa
Kirim sa (기림사 Klasztor Jethavana, Las Modlitw) – klasztor w okolicy dawnej stolicy Gyeongju.

## Historia klasztoru
Klasztor został założony przez indyjskiego mnicha Kwangyu, który przybył do Silli nauczać. Nosił nazwę Imjŏng sa. W kilka lat później jego opatem został słynny mnich Wŏnhyo, który bardzo go rozbudował i zmienił nazwę najpierw na Kiwonjŏng sa a później na Kirim. 
W czasie japońskiej inwazji w 1592 r. klasztor służył jak kwatera główna dla walczących mnichów, których wezwał do walki Sosan Taesa. Teren, pełen głębokich dolin, sprzyjał partyzanckiej walce.
Mniej więcej do połowy lat 40. XX wieku był to jeden z największych klasztorów, większy nawet od Pulguksa, który nawet był przez pewien czas klasztorem podległym. Jednak  później, być może ze względu na trudność dostępu do niego, zaczął podupadać. Obecnie kompleks składa się z szesnastu budynków.
Kirim sa jest także słynny ze swojej wody, która ma pięć różnych smaków.

## Adres klasztoru
- 산419 Hoam-ri, Yangbuk-myeon, Gyeongju, Gyeongsangbuk-do, Korea Południowa

## Galeria

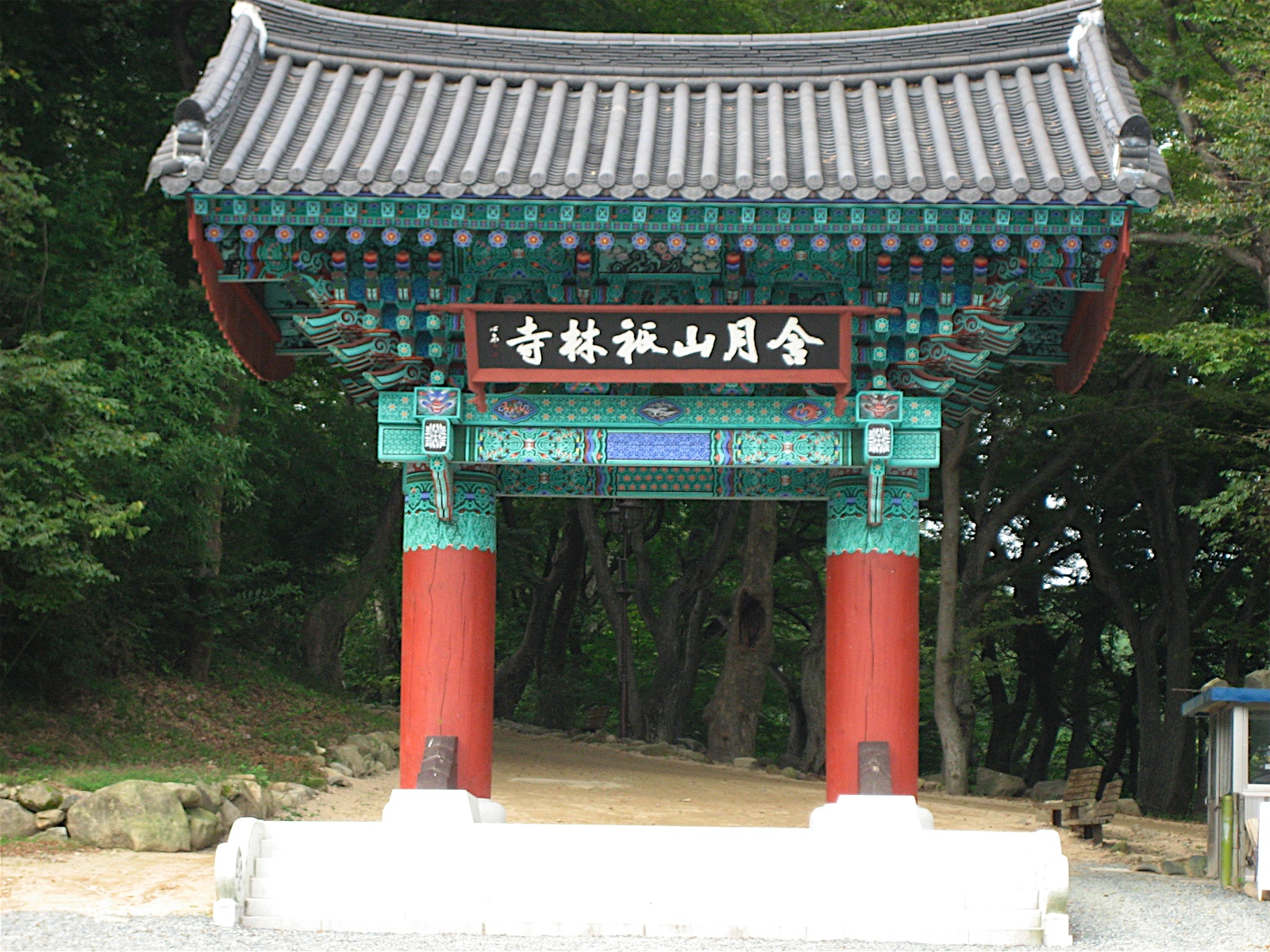
Brama wejściowa
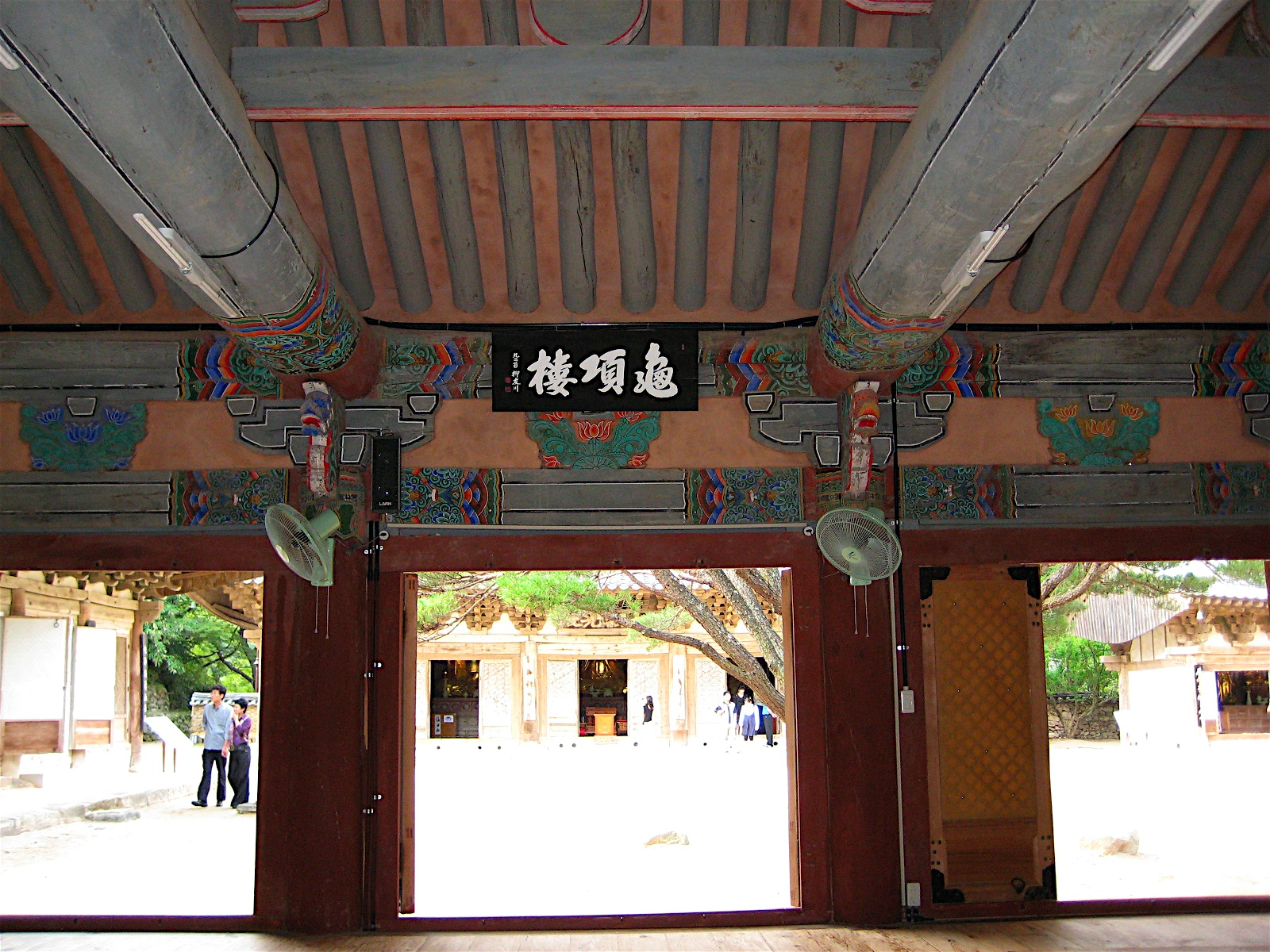
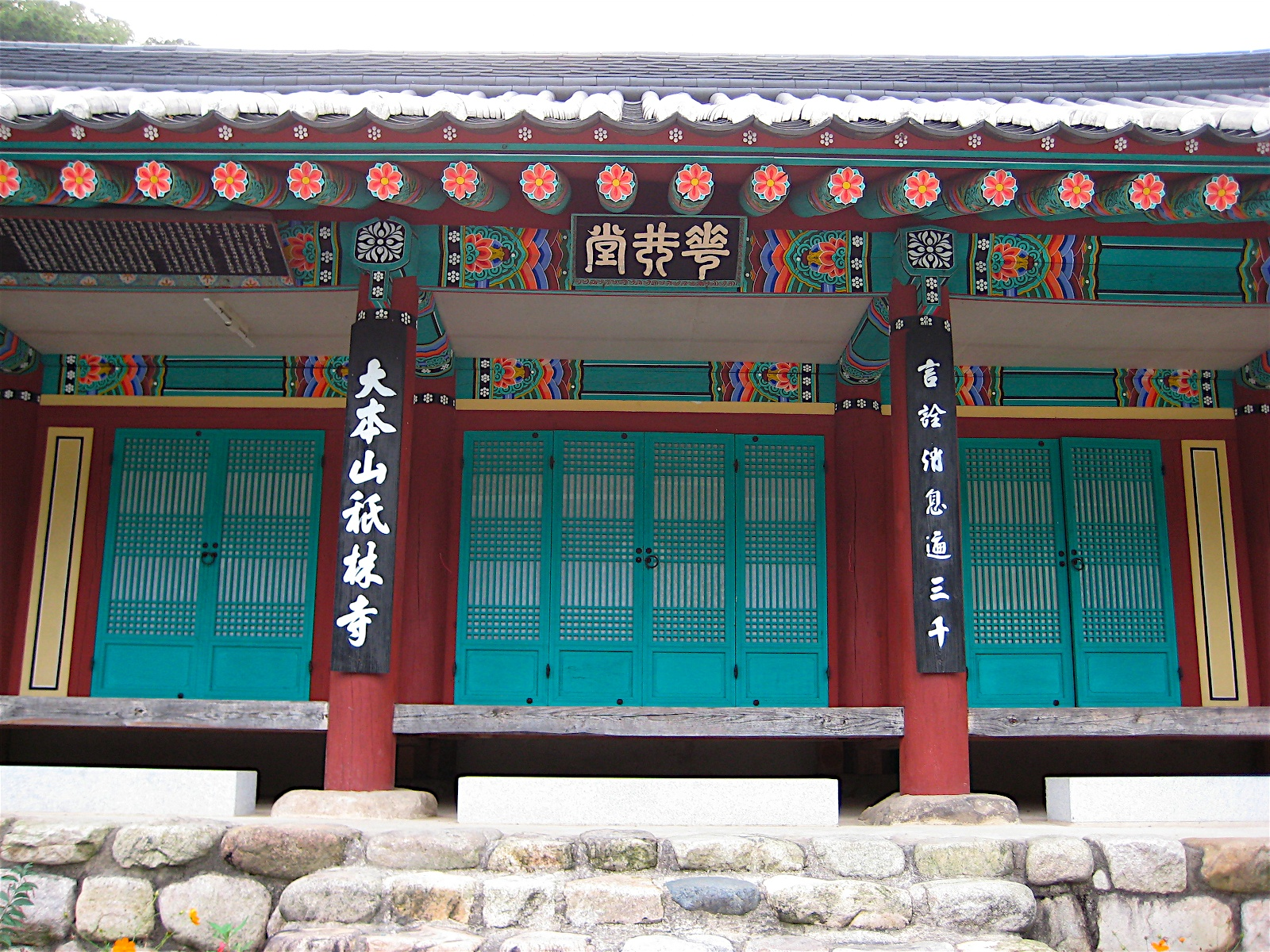
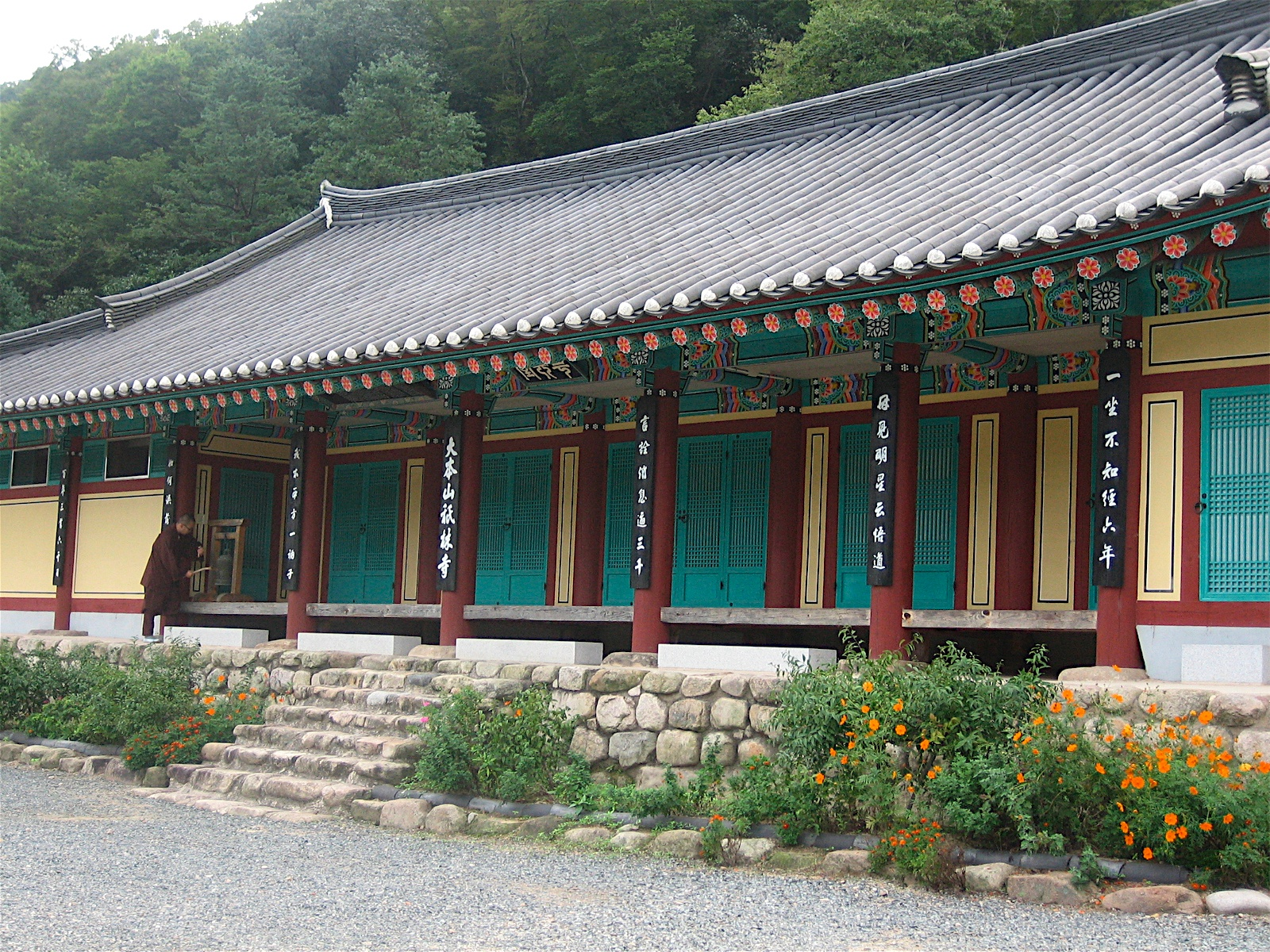
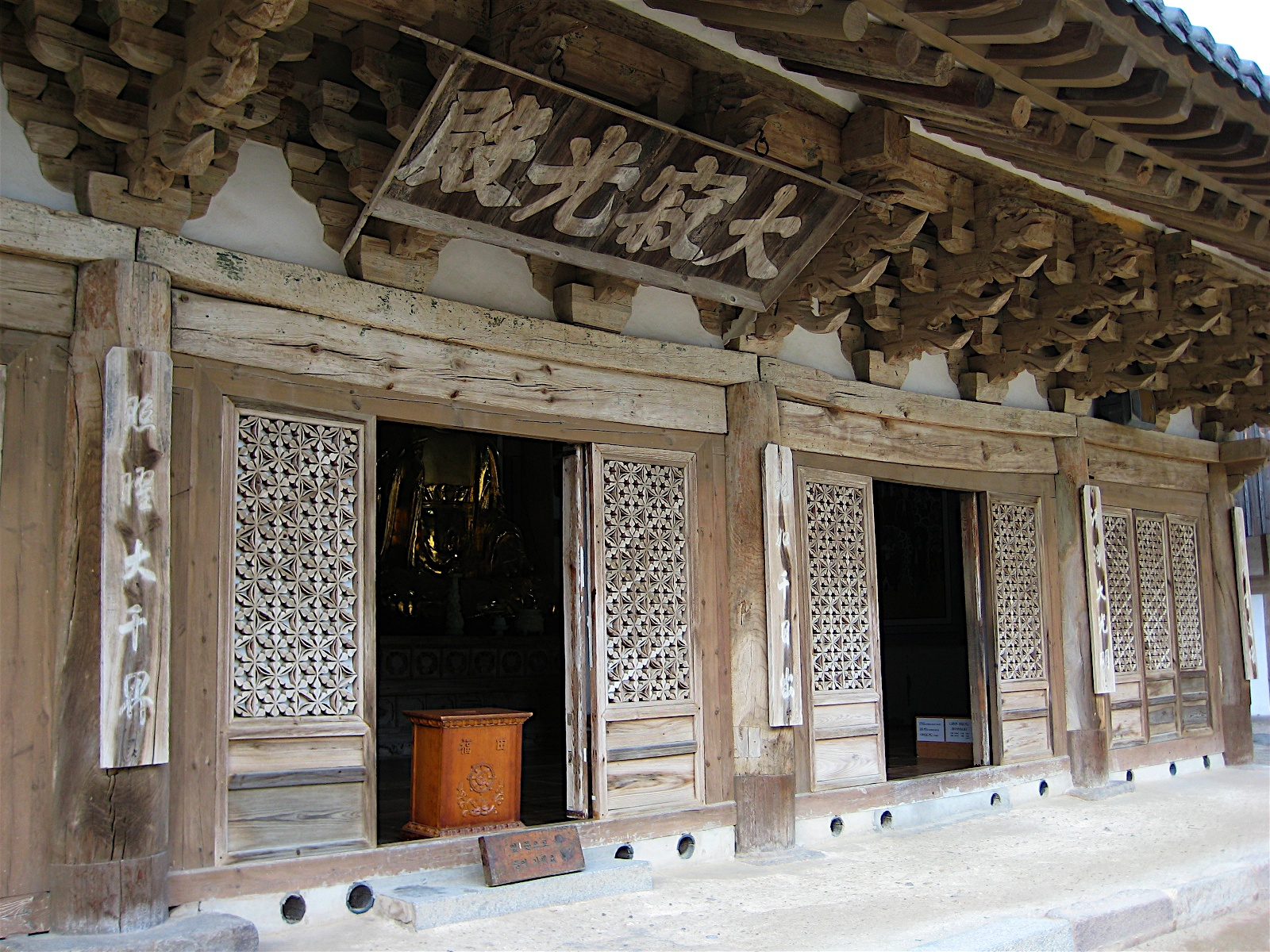
Taejŏkgwangjŏn
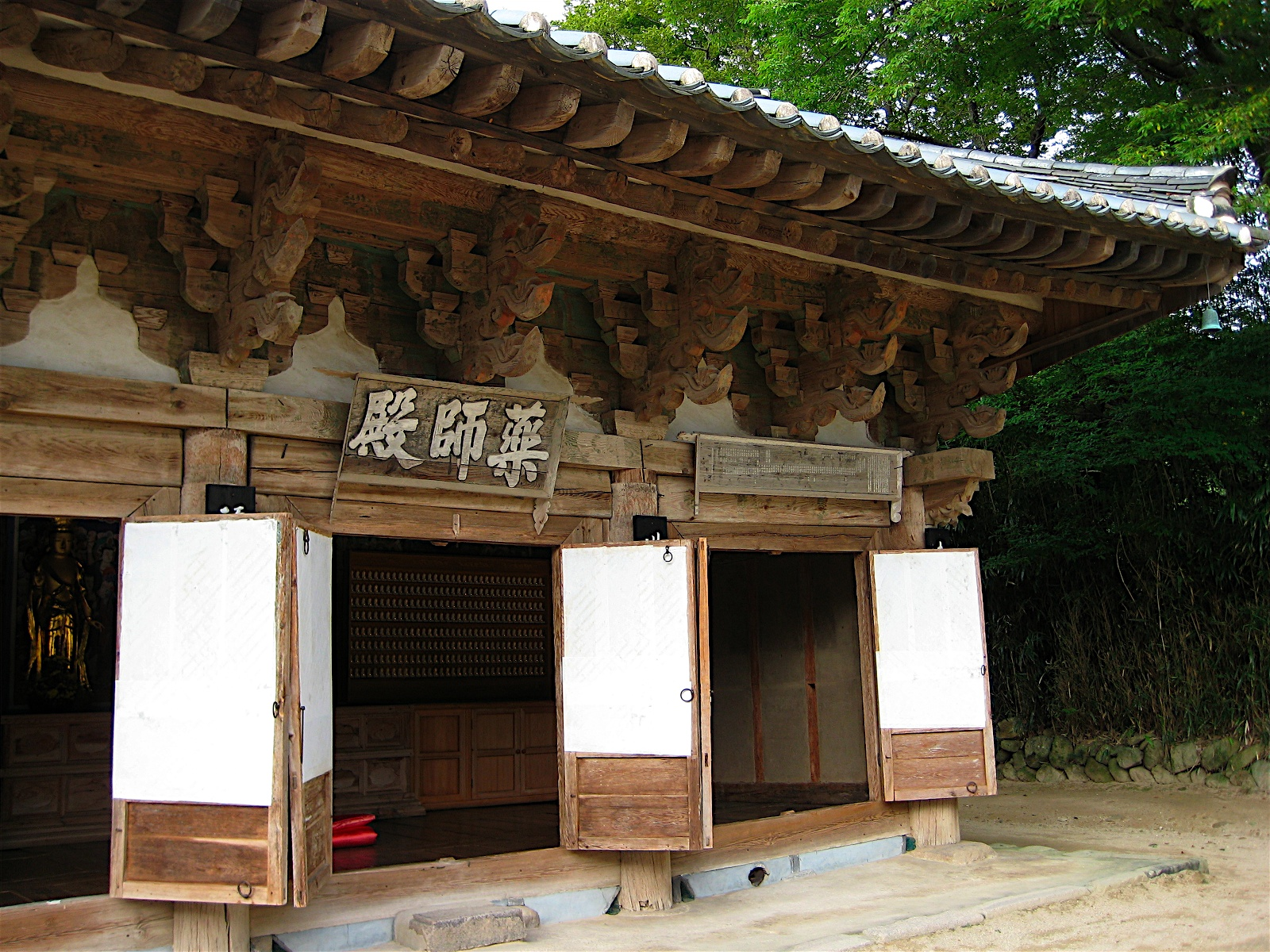
Yaksajŏn
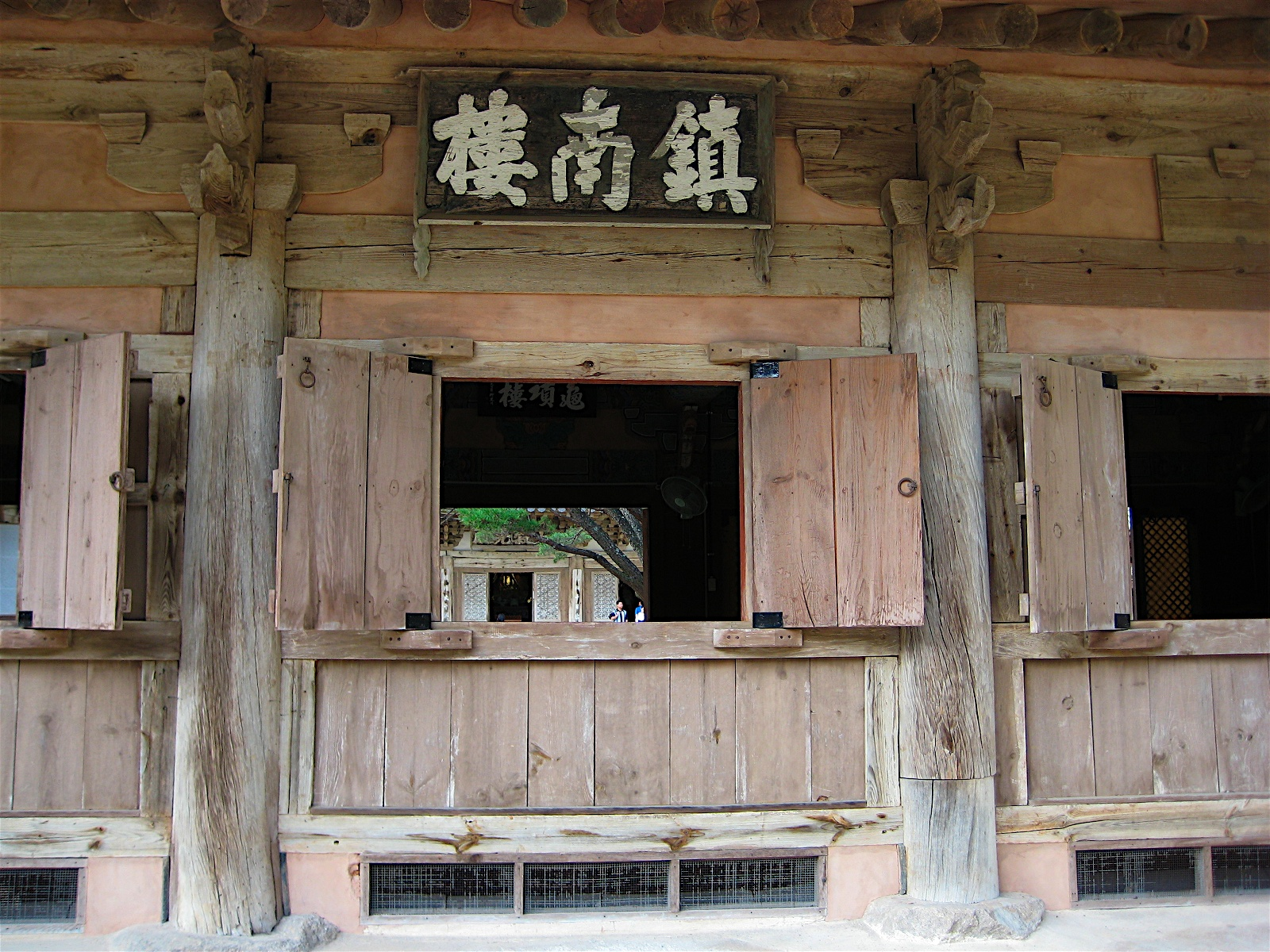
Jinnamnu
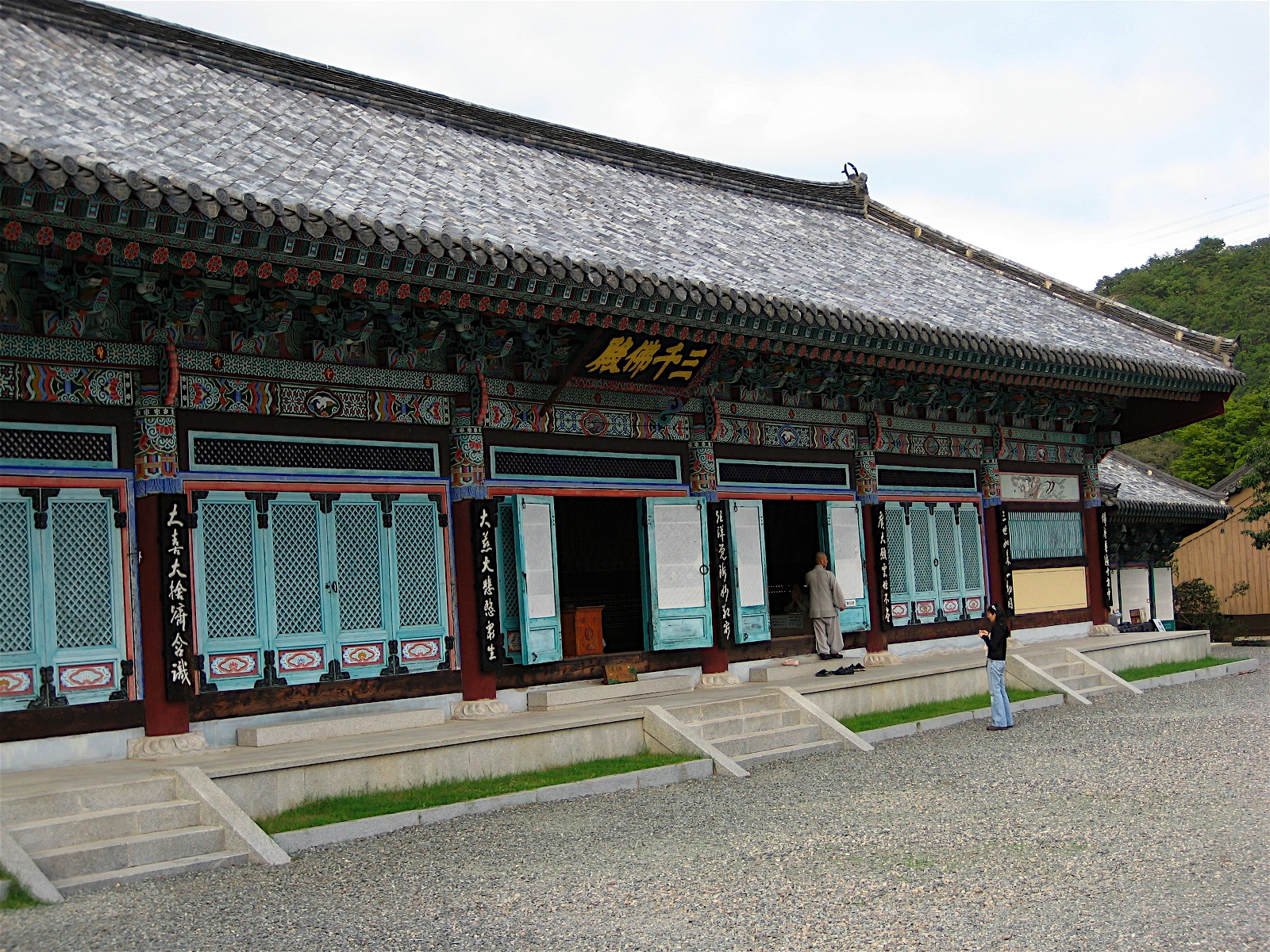
Samch'ŏnbuljŏn
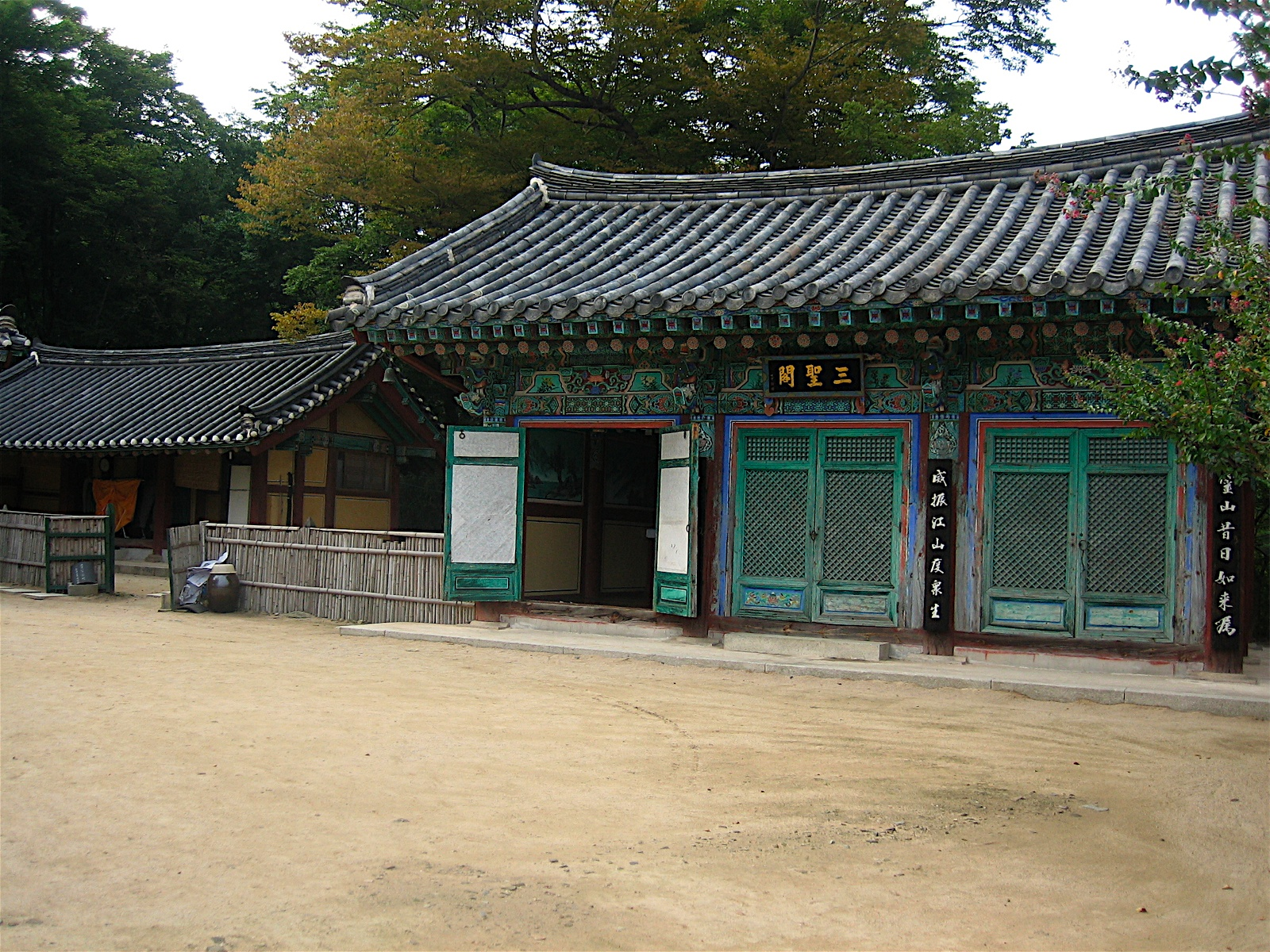
Samsŏnggak
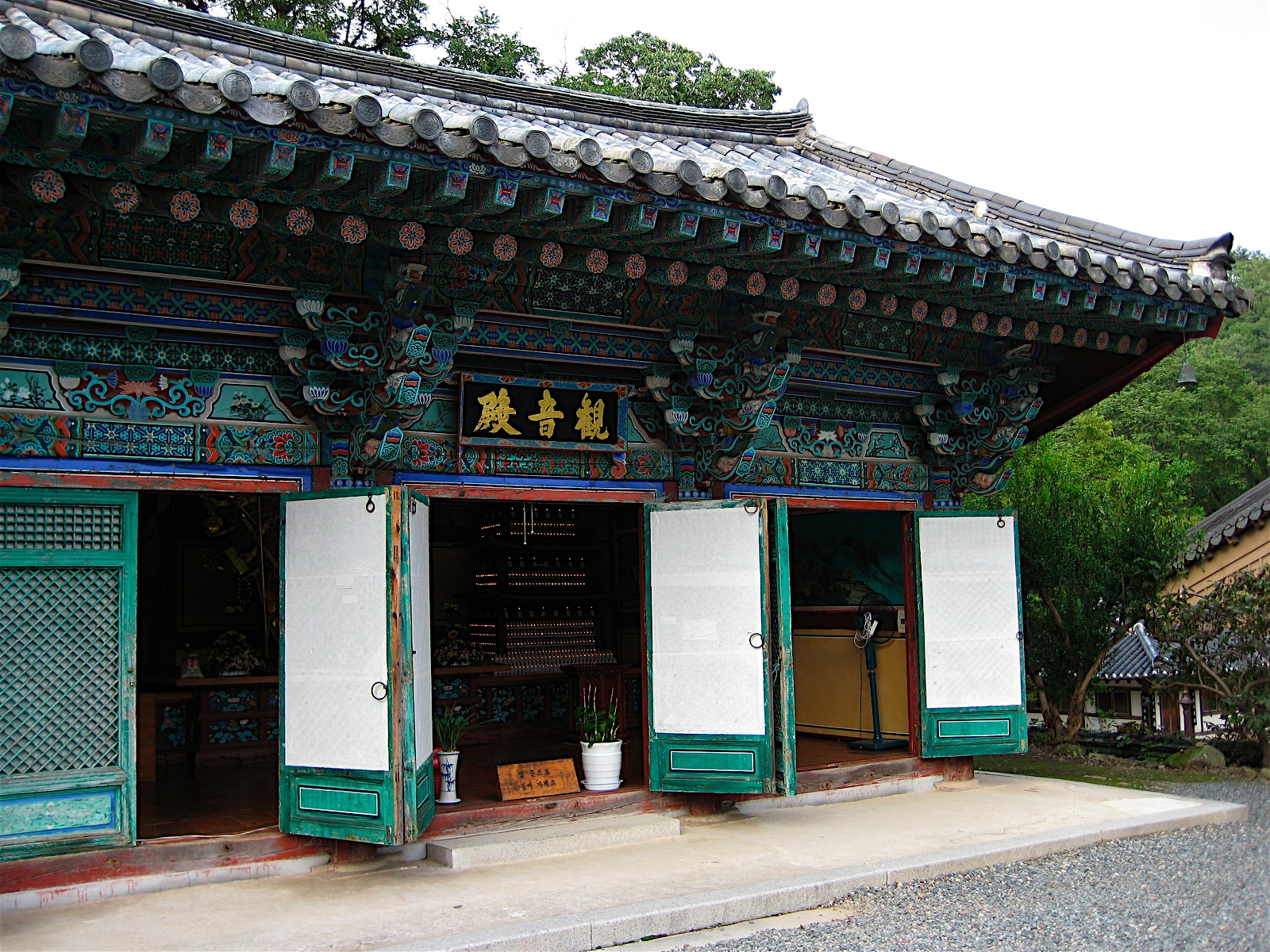
Kwanŭmjŏn - budynek bodhisattwy Kwanŭm
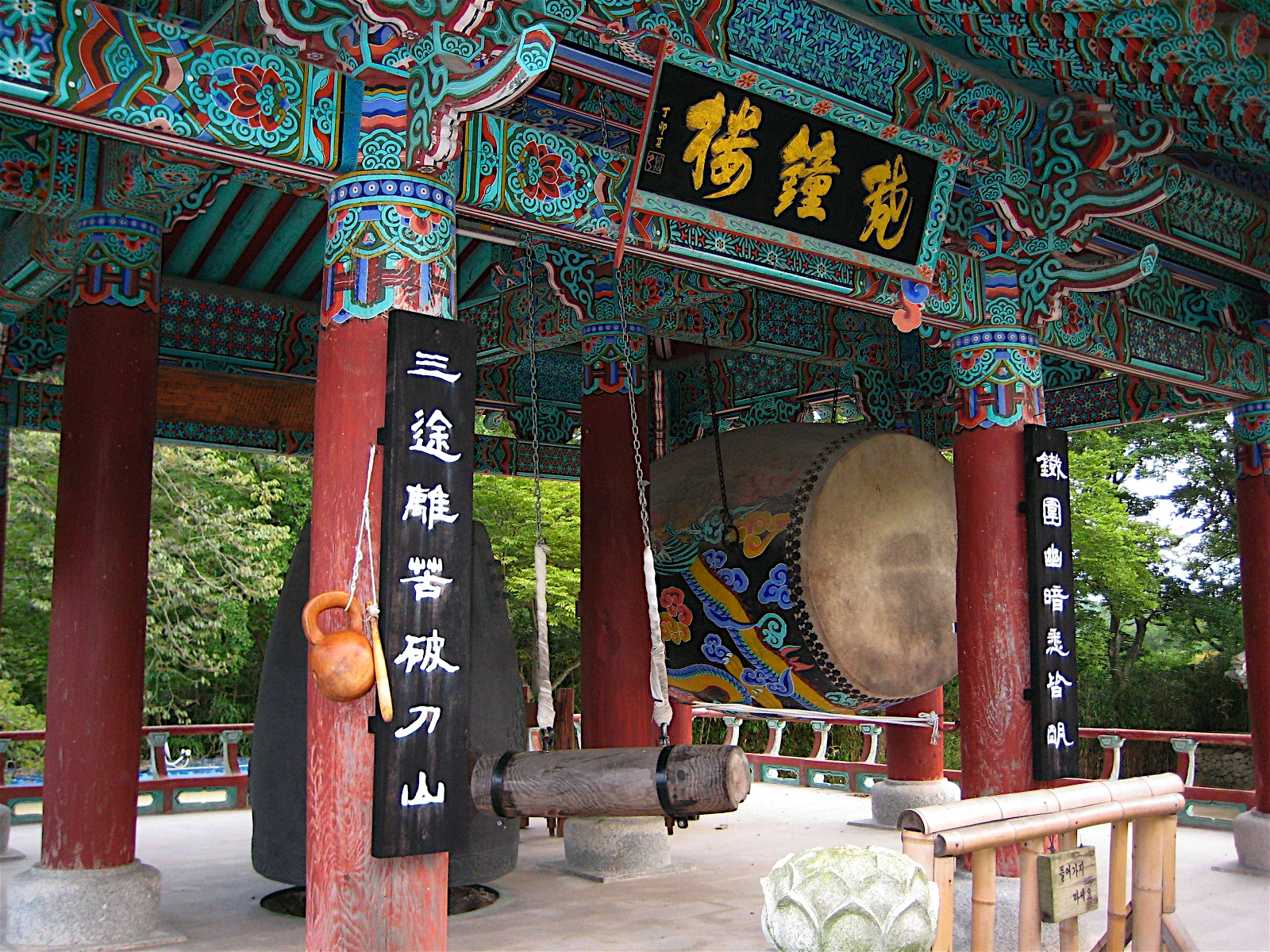
Pŏmjŏngnu - wieża bębnów
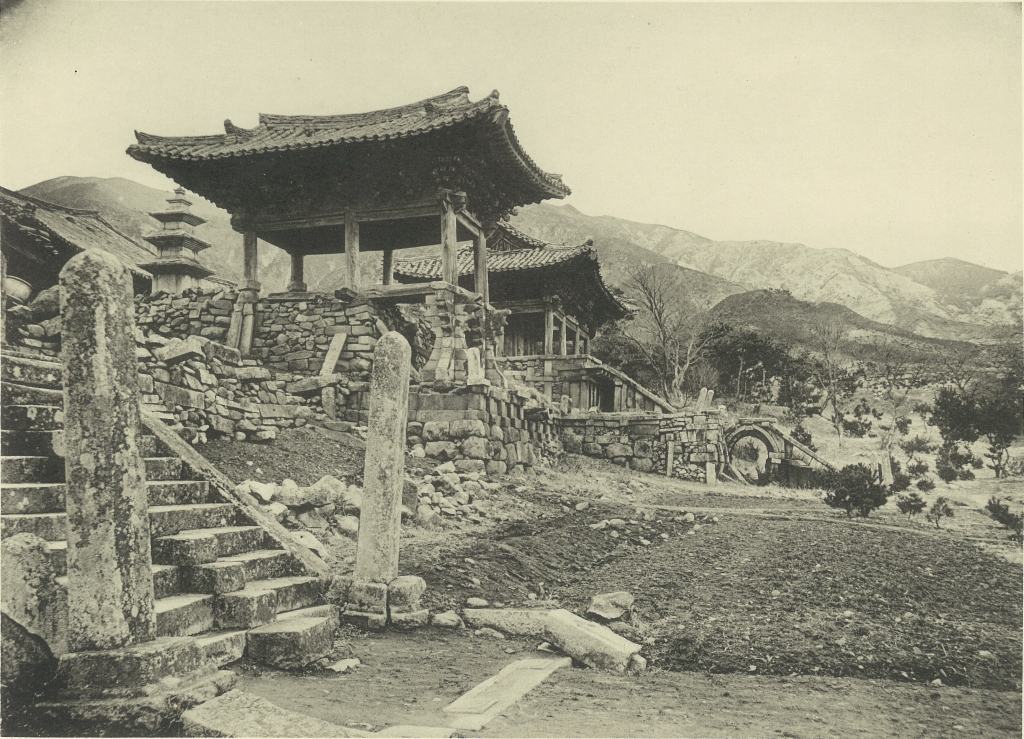
Zdjęcie japońskie z 1914 roku